# Наші Інші
«Наші Інші. Історії українського різноманіття» — книжка репортажів Олесі Яремчук про національні меншини та реалії життя етнічних спільнот в Україні. У книжці зібрано чотирнадцять історій людей і народів.

## Історія видання
Перший літературний репортаж проєкту «Наші Інші» з’явився у вересні 2016 року. Протягом наступних трьох років в онлайн-журналі «The Ukrainians» у рамках медійного спецпроєкту було опубліковано 9 історій про різні народи в Україні, які доступні на сайті у мультимедійному форматі.
П’ять нових ексклюзивних матеріалів для книжки «Наші Інші» були написані 2018 року завдяки підтримці Українського культурного фонду. В останніх репортерських виїздах брав участь відеограф Сергій Полежака, співзасновник компанії «New Cave Media», який створив п’ять коротких відеоісторій до книжки, які можна переглянути за цим посиланням.
Над медіапроєктом з Олесею Яремчук працював головний редактор The Ukrainians Тарас Прокопишин та редакторка відділу репортажів Марія Паплаускайте. Долучилися до створення репортажів також автори Марта Барнич, Антон Семиженко, фотографи Роман Потапенко та Ірина Середа.
Результатом медіапроєкту стало видання книжки «Наші Інші. Історії українського різноманіття» (Львів: Човен, 2018). Літературною редакторкою книжки є Анна Процук, художньою редакторкою — Оксана Васьків.

## Зміст
Досліджуючи тему національних меншин, авторка подолала понад 11 тисяч кілометрів, аби поспілкуватися з представниками різних народів в Україні. Внаслідок подорожей постали 14 репортажів, у кожному з яких вона розповідає історію однієї людини, сім’ї або поселення. У книжці опубліковано 14 текстів:
- Яблука забутого саду (Грушвиця Перша, чехи та словаки)
- Наввипередки з війною (Васюківка, турки-месхетинці)
- Острів Ґаммальсвенксбі (Зміївка, шведи)
- День учителя (Герца, румуни)
- Розкраяні (Малі Селменці, угорці)
- Барон Ольга Петрівна (Торецьк, роми)
- Де мама (Броди, євреї)
- Станція L (Великий Березний, ліптаки)
- Біле сонце, чорне вино (Виноградівка, гагаузи)
- Доля гульдена (Павшино, німці)
- Музика на дерев’яних ложках (Обава, волохи)
- Польський експеримент (Довбиш, поляки)
- Дім (Новоолексіївка, кримські татари)
- Самотність серед горіхів (Кути, вірмени)

## Реакція на видання
У 2018 році медіапроєкт «Наші Інші» номінували на ADAMI Media Prize, журналістську нагороду серед країн Східного партнерства ЄС. 
Того ж року книжку «Наші Інші» відзначили премією «ЛітАкцент року».
Екс-президент України Петро Порошенко вніс «Наші Інші» у Топ-6 книжок 2018 року, які потрібно прочитати.

## Рецензії та відгуки
«Олеся Яремчук пише репортажі про національні меншини сучасної України. І береться шукати балансу між дистанційним неупередженим спостерігачем і свідком, глибоко включеним в ситуацію спостереження. Справа нереально складна, по силах вона хіба тільки художньому репортажу. А книжка Яремчук від того — добра і глибока, і чесна. […] Чотирнадцять журналістських репортажів, об’єднані однією темою, перетворюються на концептуальний нон-фікшн дослідницького кшталту. «Оптанти» (чехи і словаки) з Рівненщини. Турки-месхетинці з Донеччини. Шведи Херсонщини. Румуни з Чернівецької області. Угорці Закарпаття. Роми у Донецькі області. Євреї у Бродах. Ліптаки з Закарпаття. Гагаузи Одещини. Шваби з Закарпаття. Мукачівські волохи. Поляки з Житомирщини. Кримські татари на Херсонщині. Вірмени у Кутах. Це все герої «Наших Інших»».
Ганна Улюра для LB.ua
«Її репортажі дійсно художні, з емоційними «гачками» на початку і жирними крапками наприкінці, коли тебе починає трусити від ридань перш, ніж перегорнеш сторінку. При цьому читаються тексти напрочуд легко, з максимальним ефектом присутності («Лесінька, посидь, ноги в мене болять», – українська шведка у Зміївці над Дніпром). Коли недостатня кількість фактичного матеріалу, авторка сягає літератури, розповідей місцевих чи столичних експертів.»
Роман Кабачій для «Наше Слово»
«Історії з «Наших інших» — насамперед про розірваність і розпорошеність: окремої людини, родини, цілого народу. Авторка взяла на себе велику відповідальність: дати слово непочутим, тим, кого воліють не помічати, кому дозволено висловлюватися та ставати видимими лише у визначених рамках: на національні свята, у короткому телерепортажі, на фотографії з політиком, що переріже стрічку перед новим культурним центром. Олеся Яремчук поїхала у віддалені райони, маленькі села, на маргінеси цивілізації, аби накреслити власну мапу України»
Ярина Цимбал для «Літакцент»

### Відео
- Буктрейлер книжки "Наші Інші"
- Короткий фільм від режисера Олександра Фразе-Фразенка про проєкт "Наші Інші"
- Польський експеримент/«Наші Інші. Історії українського різноманіття»
- Яблука забутого саду/ «Наші Інші. Історії українського різноманіття»
- Презентація книги "Наші Інші". 7 канал: Одеса